# جغرافیای لتونی
جمهوری لتونی (که لاتویا و لِتلَند هم نامیده شده)، کشوری است در شمال اروپا که کشور میانی در بین سه کشور حوزه بالتیک به‌شمار می‌آید. لتونی توسط روسیه از مشرق، استونی از شمال، لیتوانی از جنوب، بلاروس از جنوب شرقی و دریای بالتیک از مغرب احاطه شده‌است. پایتخت لتونی ریگا است.
عرض جغرافیایی لتونی بین ۵۵ تا ۵۸ درجه و طول جغرافیایی آن بین ۲۰ تا ۲۸ درجه است. تنها سه کشور اروپایی دیگر وجود دارد که کل خاک آنها شمالی‌تر از لتونی قرار گرفته است: استونی، فنلاند و ایسلند.
جمعیت این کشور دو میلیون و ۲۰۰ هزار نفر و واحد پول آن لاتس است. مساحت این کشور ۶۴٬۵۸۹ کیلومتر مربع است و از کم‌جمعیت‌ترین و کم‌تراکم‌ترین کشورهای اتحادیه اروپا به‌شمار می‌آید. آب‌وهوای این کشور معتدل و فصلی است. لتونی در شمال اروپا و در کرانه‌های خاوری دریای بالتیک قرار دارد. مساحت این کشور ۶۴٫۵۸۹ کیلومتر مربع است که ۶۲٫۲۴۹ ک.م. آن را خشکی و ۲٫۳۴۰ ک.م. را پهنه‌های آبی تشکیل می‌دهد.
کل طول مرزهای خاکی این کشور ۱۰۷۸ کیلومتر است (۳۴۳ کیلومتر با استونی، ۲۹۲ کیلومتر با روسیه، ۱۷۱ کیلومتر با بلاروس و ۵۷۶ کیلومتر با لیتوانی). طول خط ساحلی آن با دریای بالتیک نیز ۴۹۴ کیلومتر است. بزرگ‌ترین دریاچه کشور دریاچه لوبانس و عمیق‌ترین دریاچه آن دریدزیس است که ۶۵٫۱ متر عمق دارد.
طولانی‌ترین رودخانه‌ای که از لتونی می‌گذرد داوگاوا نام دارد که ۱۰۰۵ کیلومتر درازا دارد که ۳۵۲ کیلومتر آن از خاک لتونی می‌گذرد.

## ناهمواری‌ها
لتونی اساساً دشتی موج‌دار است، با دشت‌های نسبتاً مسطح که قسمت به قسمت در آن تپه‌هایی دیده می‌شود. بخش شرقی این کشور مرتفع‌تر است، برجسته‌ترین ویژگی آن ارتفاعات مرکزی ویدزمه است که بیشینه بلندی آن به ۳۱۱ متر می‌رسد.  بلندترین نقطه لتونی گایزینکالنس با ۳۱۱.۶ متر ارتفاع است.
در جنوب شرق بلندترین نقطه لیلائیس لیپوکالنس نام دارد با ۲۸۹ متر ارتفاع که بخشی از قلمرو پارک ملی رازنا است. ارتفاعات کورزمه (سرزمین کور) در غرب توسط رودخانه ونتا به دو بخش غربی و شرقی تقسیم می‌شود. بین ارتفاعات مرکزی ویدزمه و لاتگاله در جنوب خاوری، دشت لتونی شرقی قرار دارد که در بخشی از آن برآمدگی‌های یخ‌رُفتی که مانع از زهکشی می‌شوند، عبور می‌کند. در این منطقه باتلاق‌های زغال سنگ نارس متعددی وجود دارد.
از نظر زمین‌شناسی، خاک این کشور در بخش شمال شرقی پوسته پایدار اروپای شرقی واقع شده‌است.

## آب‌وهوا
لتونی آب‌وهوایی معتدل، بَرّی و نیمه‌مرطوب دارد. لتونی کشوری چهارفصل است. تابستان‌ها در این کشور گرم، زمستان‌ها سرد و یخبندان، و شمار روزهای مرطوب و بارانی نیز نسبتاً زیاد است.
زمستان‌های سخت و برفی با دماهای منفی ۳۰ درجه به‌طور مکرر پیش می‌آید. هوای بهار و پاییز ملایم و معتدل است.
در بیشتر ماه‌های دسامبر و ژانویه، خورشید تا ساعت ۹ صبح طلوع نمی‌کند و تا ساعت ۳ بعد از ظهر غروب می‌کند. از سوی دیگر، برای جبران، طولانی‌ترین روز تابستان تقریباً ۱۸ ساعت طول می‌کشد. به‌رغم موقعیت شمالی لتونی، دمای هوای زمستان در طول روز به دلیل وجود دریای بالتیک و جریان خلیج به‌طور متوسط تنها کمی زیر صفر است. میانگین دمای تابستان در طول روز حدود ۲۱ درجه سانتی‌گراد است. آب و هوای دریایی این کشور باعث ابری بودن زیاد و بارندگی قابل توجه (میانگین سالانه حدود ۲۵ اینچ) است.
| میانگین دما در لتونی در سال ۲۰۱۱‎‏ |        |       |      |       |       |       |       |       |         |       |        |        |
| ماه                              | ژانویه | فوریه | مارس | آوریل | مه    | ژوئن  | ژوئیه | اوت   | سپتامبر | اکتبر | نوامبر | دسامبر |
| دما به سانتی‌گراد                 | -۳٫۰   | -۸٫۹  | -۰٫۵ | +۶٫۸  | +۱۱٫۲ | +۱۷٫۳ | +۱۹٫۸ | +۱۶٫۸ | +۱۳٫۴   | +۷٫۸  | +۴٫۴   | +۲٫۱   |

## تقسیمات کشوری

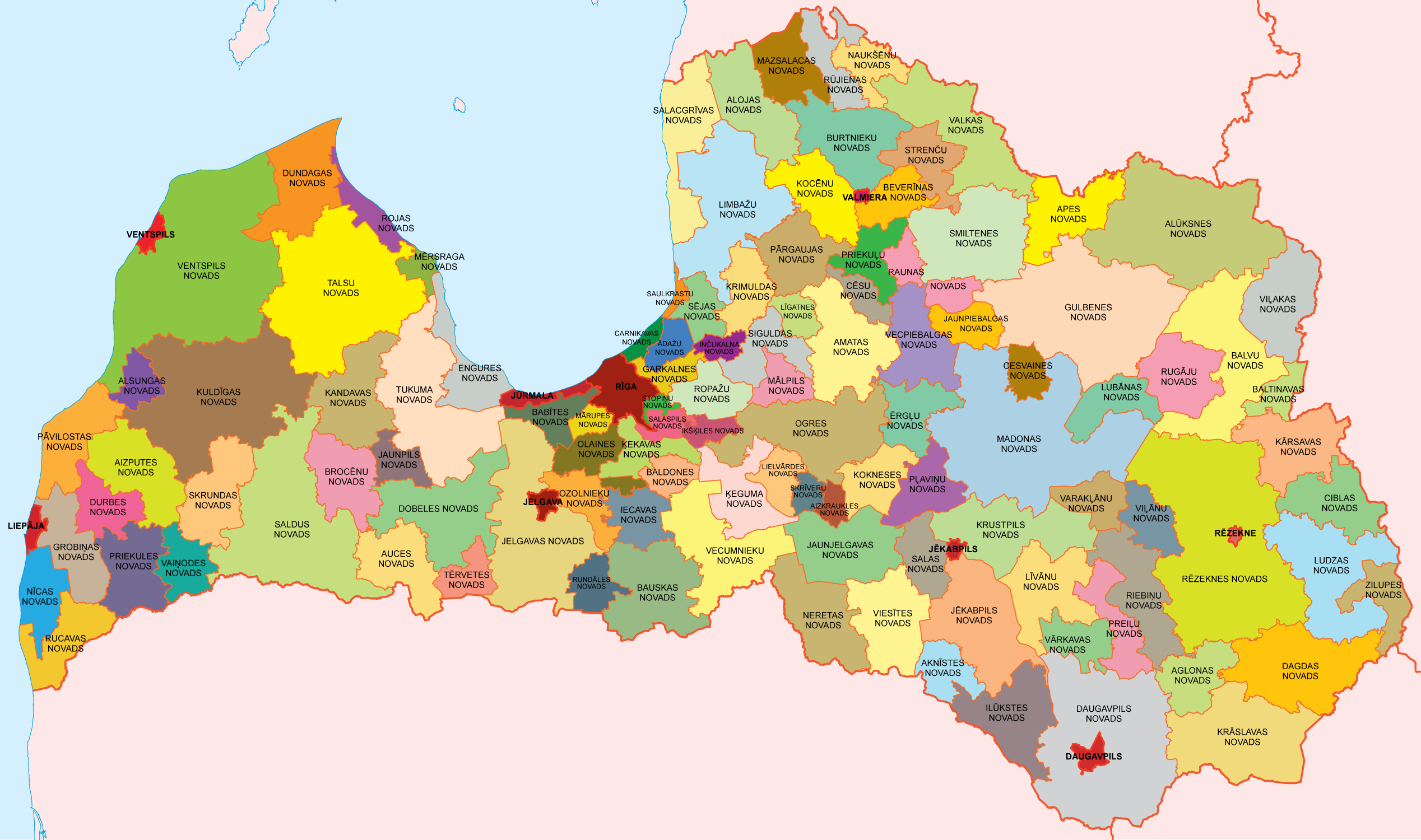
تقسیمات کشوری لتونی.

لتونی استان به معنای رایج در دیگر کشورها ندارد و به ۱۱۰ شهرستان و ۹ «شهر جمهوری» تقسیم شده‌است. این ۹ شهر عبارتند از: داوگاوپیلس، یکاب‌پیلس، یلگاوا، یورمالا، ویدزمه، لیه‌پایا، رزکنه، ریگا، والمیه‌را، و ونتس‌پیلس. در لتونی چهار منطقه تاریخی وجود دارد با نام‌های کورلند (کورزمه)، لاتگالیا، ویدزمه، و زمگاله. به منظور ایجاد توازن در توسعه اقتصادی مناطق مختلف کشور، در سال ۲۰۰۹ پنج «منطقه برنامه‌ریزی» برای لتونی در نظر گرفته شد.
| منطقه         | بزرگ‌ترین شهر | مساحت  | جمعیت     |
| ------------- | ------------ | ------ | --------- |
| منطقه ریگا    | ریگا         | ۱۰٬۱۳۲ | ۷۰۶٬۰۰۰   |
| منطقه کورزمه  | لیه‌پالا      | ۱۳٬۵۹۶ | ۳۰۱٬۶۲۱   |
| منطقه لاتگاله | داوگاوپیلس   | ۱۴٬۵۴۹ | ۳۴۳٬۶۴۶   |
| منطقه زمگاله  | یلگاوا       | ۱۰٬۷۳۳ | ۲۸۱٬۹۲۸   |
| منطقه ویدزمه  | والمیه‌را     | ۱۵٬۲۴۶ | ۲۳۵٬۵۷۶   |
| لاتویا        | ریگا         | ۶۴٬۲۵۶ | ۲٬۲۴۸٬۰۰۰ |

### شهرها

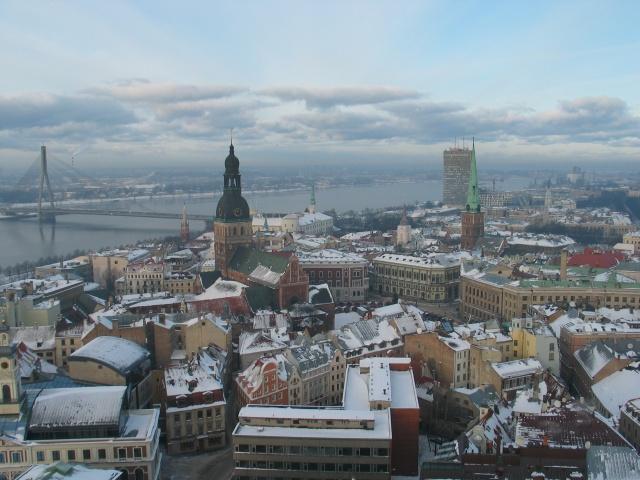
ریگا.

لتونی از کم‌تراکم‌ترین کشورهای اروپا است. از ۷۷ شهر این کشور، تنها ۲۳ شهر جمعیتی بالاتر از ده‌هزار نفر دارند. ۶۸ درصد از مردم لتونی در محیط‌های شهری زندگی می‌کنند و ۳۲ درصد روستانشین‌اند.
جمعیت بزرگ‌ترین شهرهای لتونی:
- ریگا - ۷۰۲٫۸۹۱[۷]
- دائوگاوپیلس - ۱۰۳٫۹۲۲ (نام تاریخی: Dünaburg)
- لیه‌پایا - ۸۴٫۰۷۴ (نام آلمانی: لیباو Libau)
- یلگاوا - ۶۴٫۸۹۸ (نام آلمانی: میتاو Mitau)
- یورمالا - ۵۵٫۸۵۸
- رزکنه - ۳۵٫۰۷۴
- ونتس‌پیلس - ۴۲٫۷۳۴ (نام المانی: وینداو Windau)

## نگارخانه

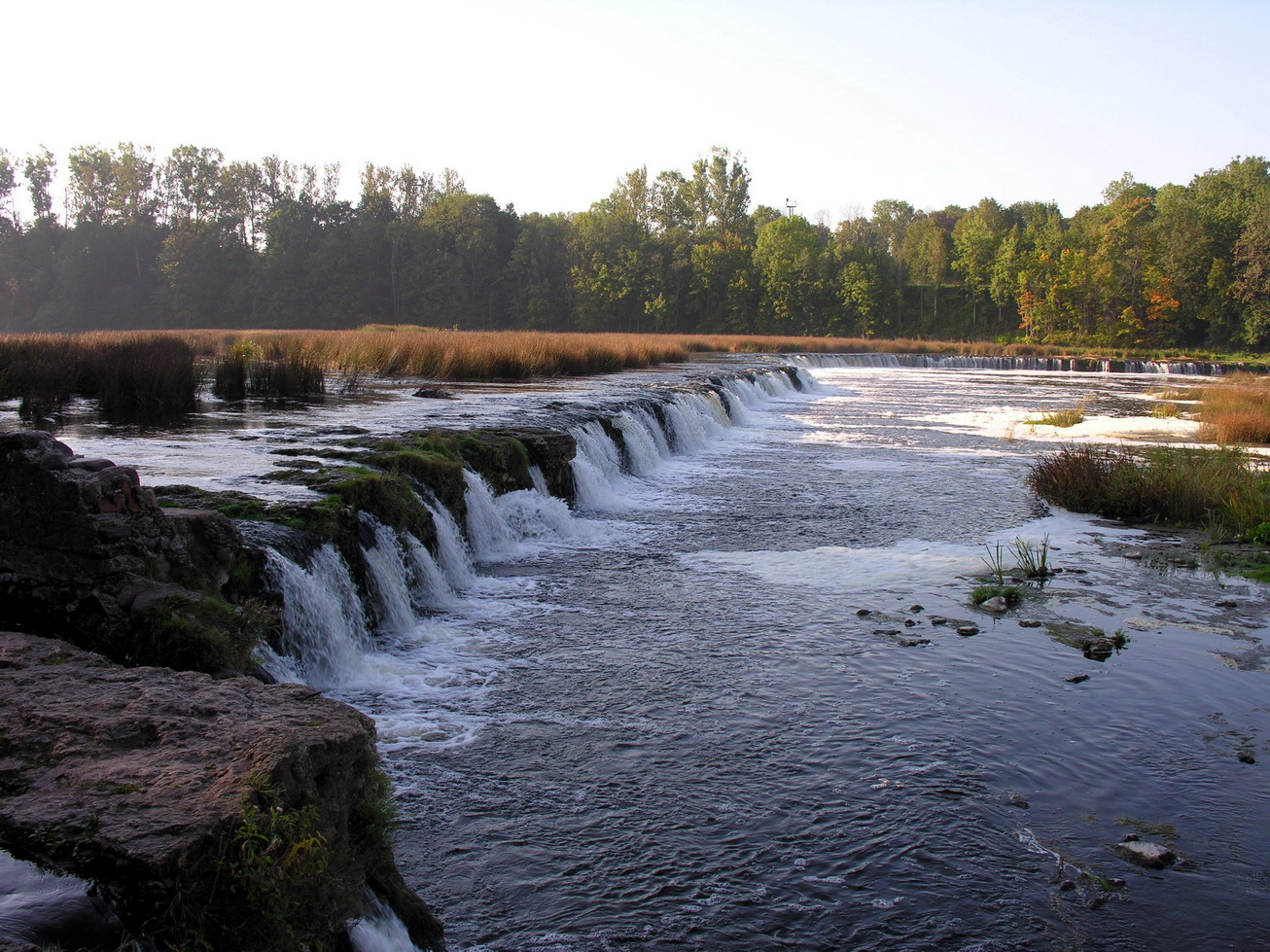
آبشارک ونتا در کولدیگا
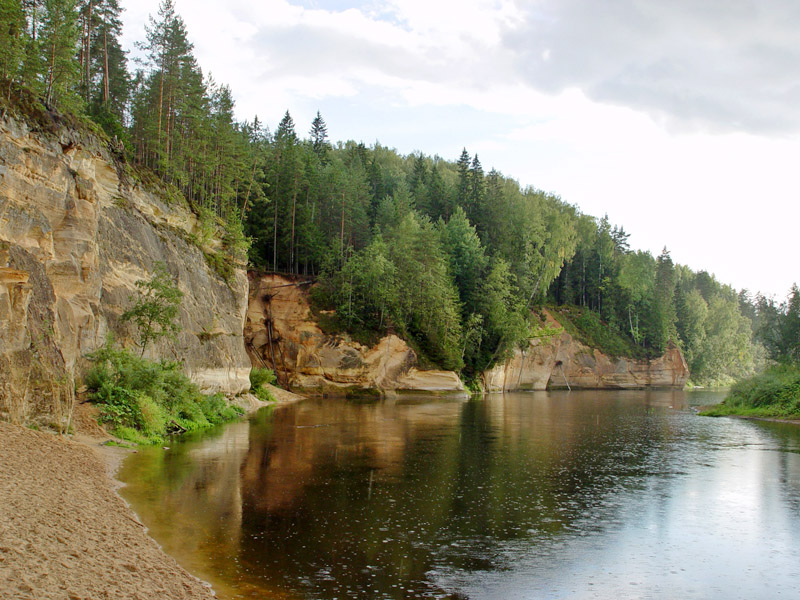
صخره‌های ماسه‌سنگی دوران دوونین، صخره‌های ارگلو در رودخانه گاوجا
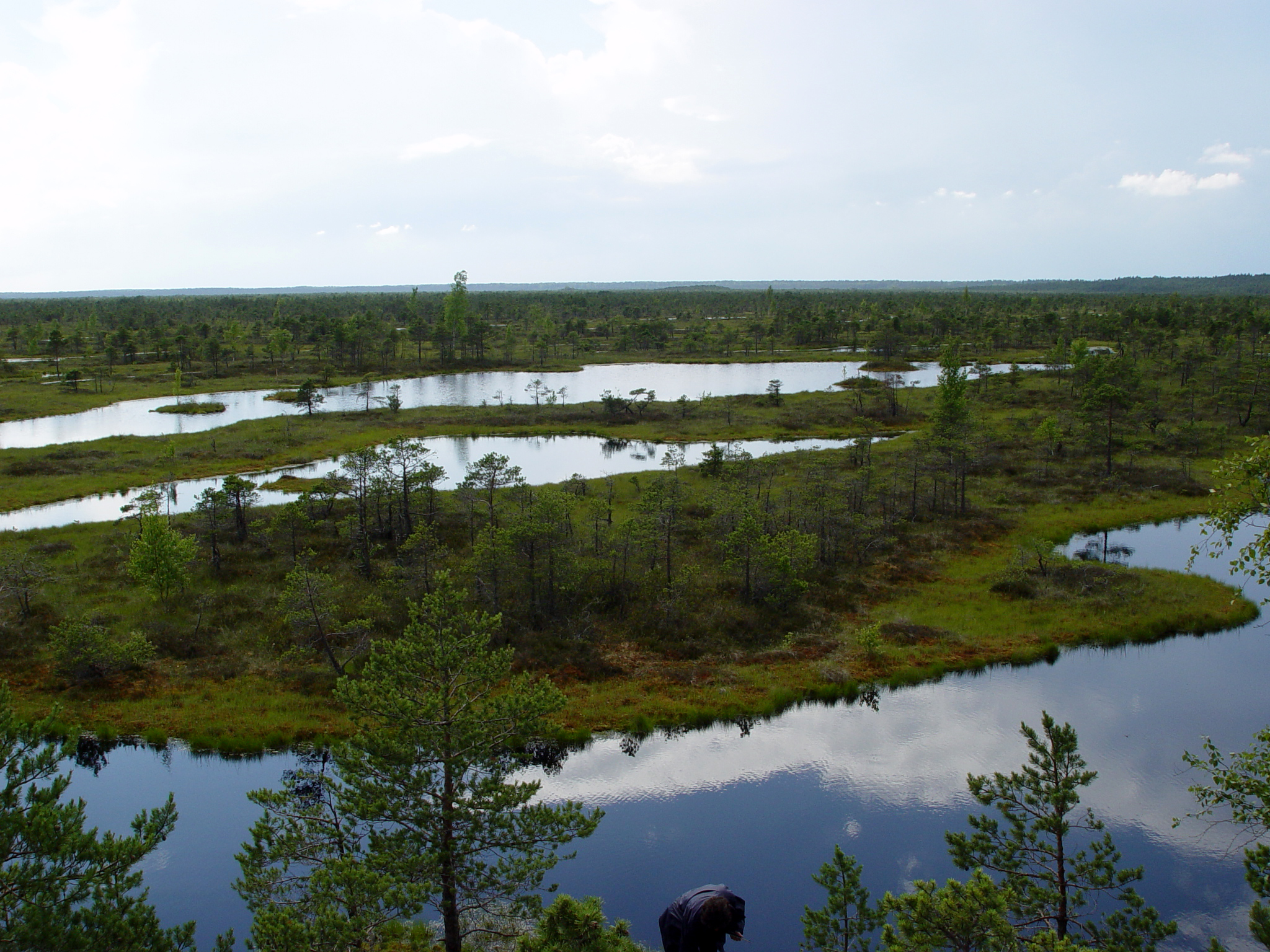
پارک ملی کمری
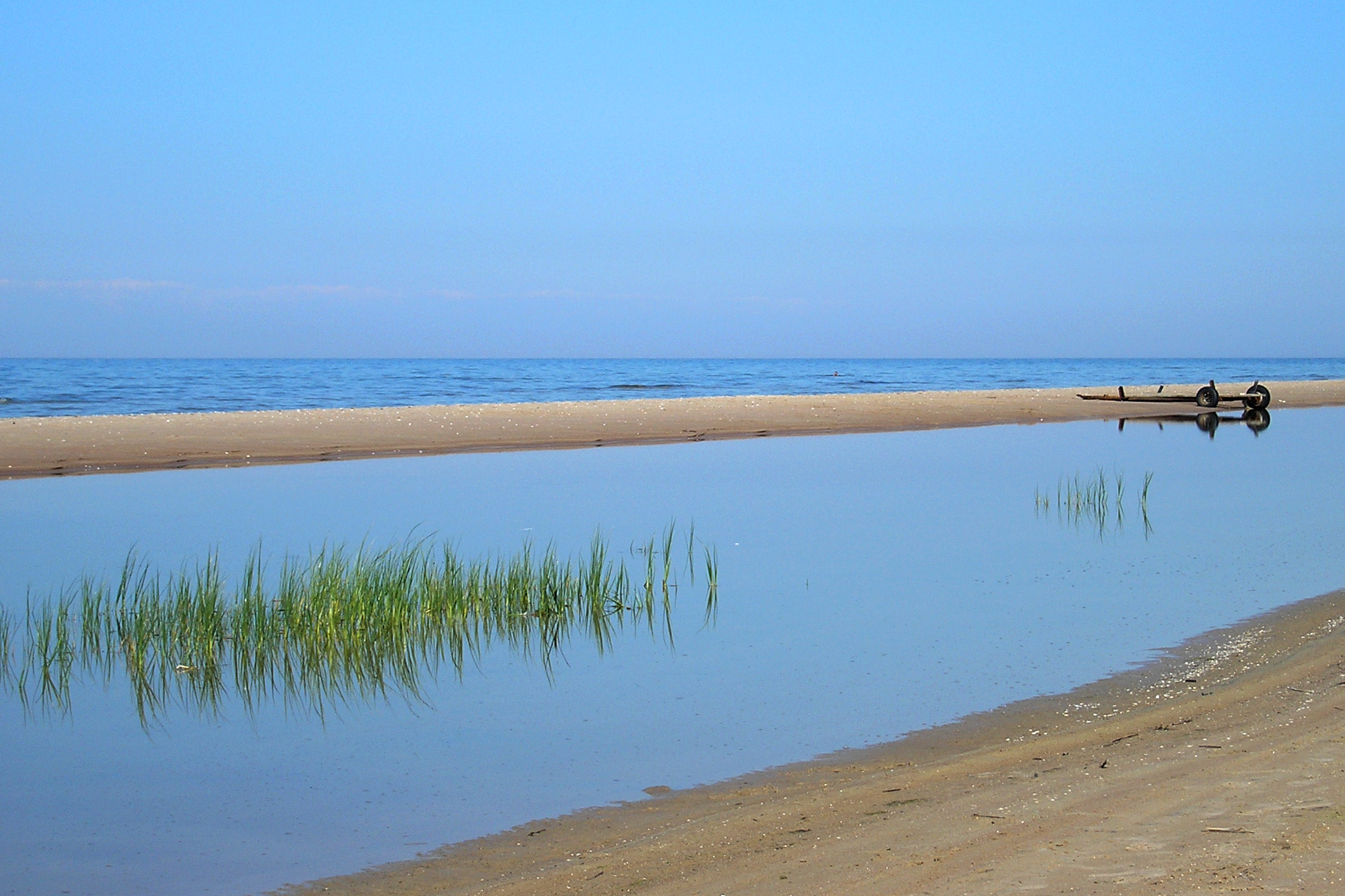
دماغه کولکا